# Techo (nube)
En aviación, techo es una medida de la altura de la base de las nubes más bajas (no confundir con base de la nube que tiene una definición específica) que cubren más de la mitad del cielo (más de 4 octas) con respecto al suelo. El techo no se informa específicamente como parte del METAR (Informe Meteorológico de Aviación) utilizado para la planificación de vuelos por los pilotos de todo el mundo, pero se puede deducir de la altura más baja informando quebrado (BKN) o nublado (OVC).  Un techo catalogado como "ilimitado" significa que el cielo está prácticamente libre de nubes o que la nube es lo suficientemente alta como para no impedir el funcionamiento de las Reglas de vuelo visual (VFR).

## Definiciones
OACI
La altura sobre el suelo o el agua de la base de la capa más baja de nubes por debajo de 6.000 metros (20.000 pies) que cubre más de la mitad del cielo.
Reino Unido
La distancia vertical desde la elevación de un aeródromo hasta la parte más baja de cualquier nube visible desde el aeródromo que sea suficiente para oscurecer más de la mitad del cielo.
Estados Unidos
La altura sobre la superficie de la Tierra de la capa más baja de nubes o fenómenos de oscurecimiento que se informa como rota, nublada u oscurecida, y no clasificada como delgada o parcial.